# Theotima centralis
Espèce
Synonymes
- Oonopinus centralis Gertsch, 1941

Theotima centralis est une espèce d'araignées aranéomorphes de la famille des Ochyroceratidae.

## Distribution
Cette espèce est endémique du Panama.

## Description
Le mâle holotype mesure 0,90 mm et la femelle paratype 0,90 mm.

## Publication originale
- Gertsch, 1941 : Report on some arachnids from Barro Colorado Island, Canal Zone. American Museum Novitates, no 1146, p. 1-14 (texte intégral).